# 中島優貴
中島 優貴（なかじま ゆうき）は、キーボーディスト、作曲家。

## 経歴・概要
80年代にかけてプログレッシブ・ロック、ハードロック・ヘヴィメタル系サウンドを中心に活動した。北海道出身。
様々なバンド活動を経て長沢ヒロと共にHEROを結成。レコードを発表するも脱退しスタジオミュージシャンとして活躍。1980年には自らをリーダーとしたバンド「HEAVY METAL ARMY」を結成し同名アルバムを発表。北海道出身者の中島以外のメンバーは皆、沖縄出身という点でも注目を集める。海外進出を念頭にしていた事からも、バンド名を後に「EASTERN ORBIT」と変更しハードロック系だったバンドの作風もプログレッシブ・ロック寄りに路線変更し、海外映画のサウンドトラックに起用される等の快挙を成し遂げるも3年程の活動でEASTERN ORBITは解散。解散後はアーティストとのセッションや作曲家としてアニメを中心に楽曲を提供。80年代後半にはバンド「サブリナ」を結成するも長くは続かず、90年代以降はアニメ作品の楽曲プロデュース、ヒーリングCDの制作等に拠点を置いた。
ヒーリングCDではYUHKI名義で作品を発表している。

## ディスコグラフィ

### ソロアルバム
- 大予言～ハート･オブ・ルネッサンス（1982年）
- インスパイア（1984年）
- やまとなでしこ（1984年）
- 月影（1988年）
- MUSIC MUSEUM（1月～12月）（1992-93年）
- 野鳥物語 さえずりと音楽（1～6）（1996年）

### HEAVY METAL ARMY
- HEAVY METAL ARMY（「1」と記載される場合も有り）(1981年）

### EASTERN ORBIT
- Future Force（1982年）
- JOURNEY TO UTOPIA（ライブ盤）（1983年）

### レコーディング参加作品
- 浜田麻里　『Lunatic Doll〜暗殺警告』（1983年）
- 樋口宗孝　『ディストラクション 〜破壊凱旋録〜』（1983年）

### 映像音楽
- 兇悪の紋章（1990年 / 東映ビデオ、テレビ朝日）
- B・B（1990年 / バンダイビジュアル）
- まっ黒なおべんとう（1990年 / 共同映画全国系列会議）